# Swafield
Swafield – wieś w Anglii, w hrabstwie Norfolk, w dystrykcie North Norfolk. Leży 25 km na północ od Norwich i 181 km na północny wschód od Londynu. W 2001 miejscowość liczyła 273 mieszkańców.